# Scottish National Portrait Gallery
National Galleries Scotland: Portrait er et kunstmuseum på Queen Street i Edinburgh. Museet har nationalsamlingen af portrætter der stort set alle er skotske, men som ikke behøver at være det. Det rummer også Scottish National Photography Collection.
Siden 1889 har museet ligget i en rød sandstensbygning i nygotik, der blev designet af Robert Rowand Anderson og opført mellem 1885-1890 for at rumme galleriet og samlingen fra Society of Antiquaries of Scotland. Bygningen blev doneret af John Ritchie Findlay, ejer af avisen The Scotsman.
I 1985 blev National Museum of Antiquities of Scotland lagt sammen med Royal Scottish Museum, og senere flyttet til Chambers Street som en del af National Museum of Scotland. Scottish National Portrait Gallery udvidede for at overtage hele bygningen og genåbnede d. 1. december 2011 efter at have været lukket siden april 2009. Dette var den første større ombygning, og den blev udført af Page\Park Architects.
Museet er en del af National Galleries Scotland, der også inkluderer Scottish National Gallery of Modern Art og Scottish National Gallery i Edinburgh.